# Giocarsi la pelle
Giocarsi la pelle (titolo originale You Bet Your Life) del 1978 è il terzo romanzo poliziesco, scritto dallo scrittore statunitense Stuart M. Kaminsky, in cui indaga il detective privato Toby Peters di Los Angeles, che stavolta svolge il suo difficile incarico fra i gangster della fredda Chicago.

## Trama
Palm Island, febbraio 1941. Toby Peters, detective privato quarantaquattrenne, è stato incaricato da  Louis B. Mayer, capo della MGM, di risolvere uno spinoso problema che coinvolge Chico Marx, il maggiore dei fratelli Marx, che ha ricevuto la richiesta da un boss del gioco d'azzardo di restituire una grossa somma di denaro, 120.000$, persa al tavolo da gioco. Grazie agli agganci di Mayer, Peters riesce ad incontrare il famigerato Al Capone, uscito dal carcere di Alcatraz, ma la cui salute è ormai irrimediabilmente compromessa dalla sifilide che gli ha causato danni al sistema neurologico. Peters spera che, grazie alla sua influenza nell'ambiente della malavita di Chicago, Al Capone riesca a dargli dei nomi che possano condurlo a "Gino", l'uomo che ha minacciato Chico Marx.
L'incontro fra Toby Peters e Al Capone avviene su un pontile di Palm Island, vicino Miami, alla presenza di Leonardo Bistolfi, un uomo dalla fisicità imponente, armato ed in disparte, il cui ruolo sembra essere quello di guardia del corpo dell'ex boss e di osservatore silenzioso. Dopo aver ascoltato il resoconto di Peters sul problema del debito di Chico Marx con "Gino", Al Capone suggerisce all'investigatore di andare a Chicago e di cercare alcune persone che forse lo potrebbero aiutare: suo fratello Ralph Capone, Frank Nitti, Jake Guzik e perfino il sindaco della città, visto che gli deve un favore.

## Personaggi principali
- Toby Peters, investigatore privato
- Al Capone, criminale
- Frank Capone, criminale, fratello di Al
- Leonardo Bistolfi, criminale
- Frank Nitti, criminale
- Costello e Chaney, uomini di Nitti
- Gino Servi, criminale
- Carl "Bitter" Canetta, piccolo criminale
- Chico Marx, attore
- Groucho Marx, attore
- Charles Kleinhans, sergente della polizia di Chicago
- Raymond Narducy, un tassista
- Merle Gordon, del bar "Kitty Kelly"
- Ian Fleming, membro dell'intelligence navale britannica
- Richard Daley, senatore dello Stato dell'Illinois
- Sheldon Minck, dentista, amico di Toby
- Phil Pevsner, fratello di Toby Peters, tenente della Squadra Omicidi

## Edizioni
- Stuart M. Kaminsky, Giocarsi la pelle, traduzione di Luciana Crepax, collana Il Giallo Mondadori, n. 1633, Mondadori, 1980.

- Stuart M. Kaminsky, Giocarsi la pelle, traduzione di Luciana Crepax, collana I Classici del Giallo Mondadori, n. 1333, Mondadori, 2013.